# Gestippelde houtvlinder
De gestippelde houtvlinder (Zeuzera pyrina) is een nachtvlinder uit de familie Cossidae (houtboorders).

## Kenmerken
De spanwijdte is 35-60 mm. De draadvormige antennen van het mannetje zijn onderaan geveerd, maar die van het vrouwtje geheel draadvormig.

## Leefwijze
Ze vliegen weinig en vrij onbeholpen. 

## Verspreiding en leefgebied
De vlinder komt voor van noordelijk Afrika, Europa en Azië tot Noord-Amerika en komt vrij algemeen in Nederland en België voor. De gestippelde houtvlinder komt vooral voor langs bosranden, in boomgaarden en in siertuinen. De vliegtijd is van juni tot en met september. 

## De rups en zijn waardplanten
De jonge rupsen verschijnen vanaf begin juni. De licht geelachtige rups met donkerbruine kop en halsschild wordt tot 50 mm lang. Op het vrijwel geheel onbehaarde achterlijf komen donkere vlekken voor. De rups leeft in takken en stammen van jonge bomen. Na twee tot drie jaar bouwt de rups een popkamer en bekleedt deze met fijn spinsel. In het voorjaar verpopt de rups. De pop heeft over het gehele lijf doornkransen, waarmee deze zich kan voortbewegen. Net voordat de pop uitkomt duwt deze zich naar buiten. Waardplanten zijn onder meer beuk, appel, sporkehout, gewone es en maretak. 

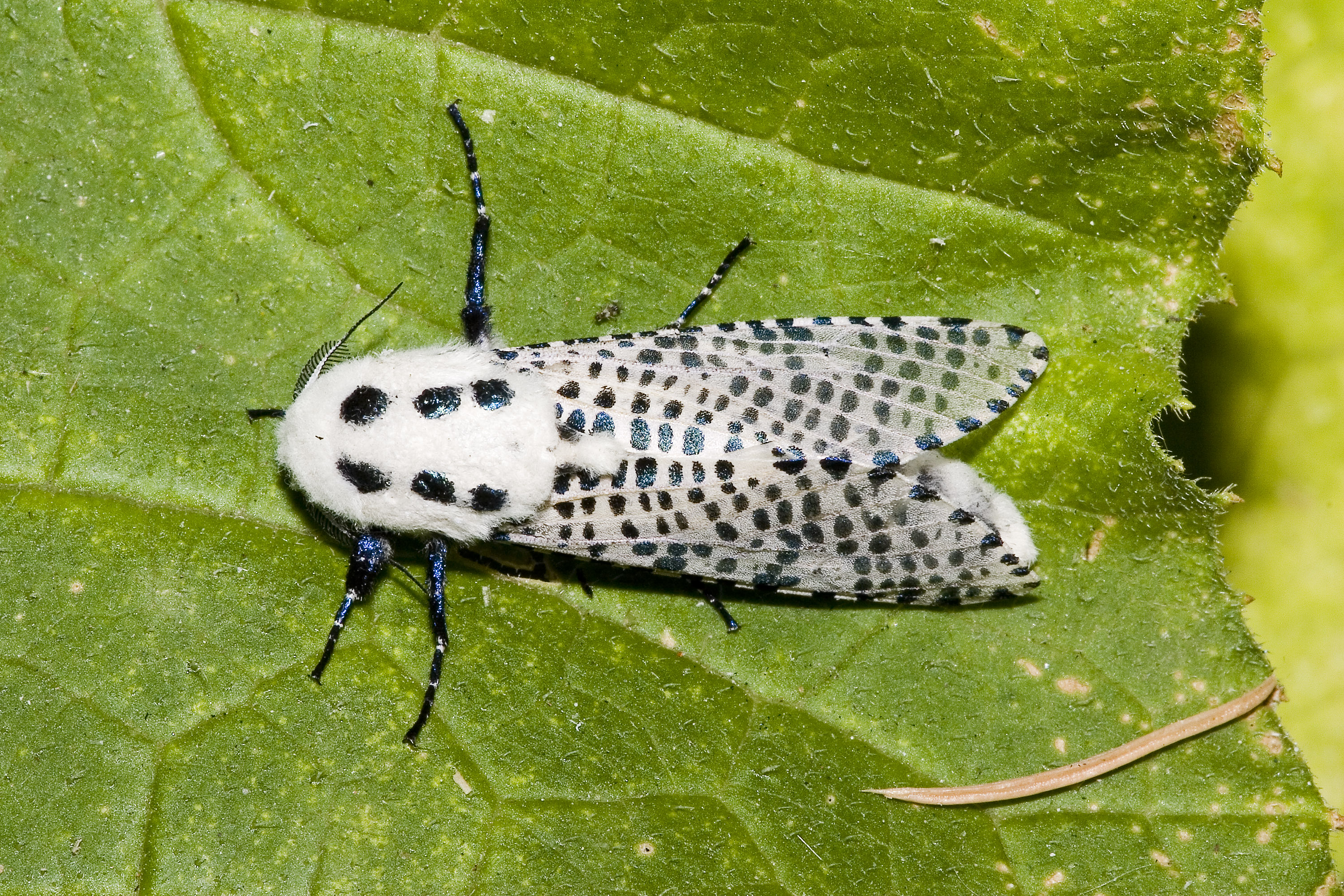
Mannetje
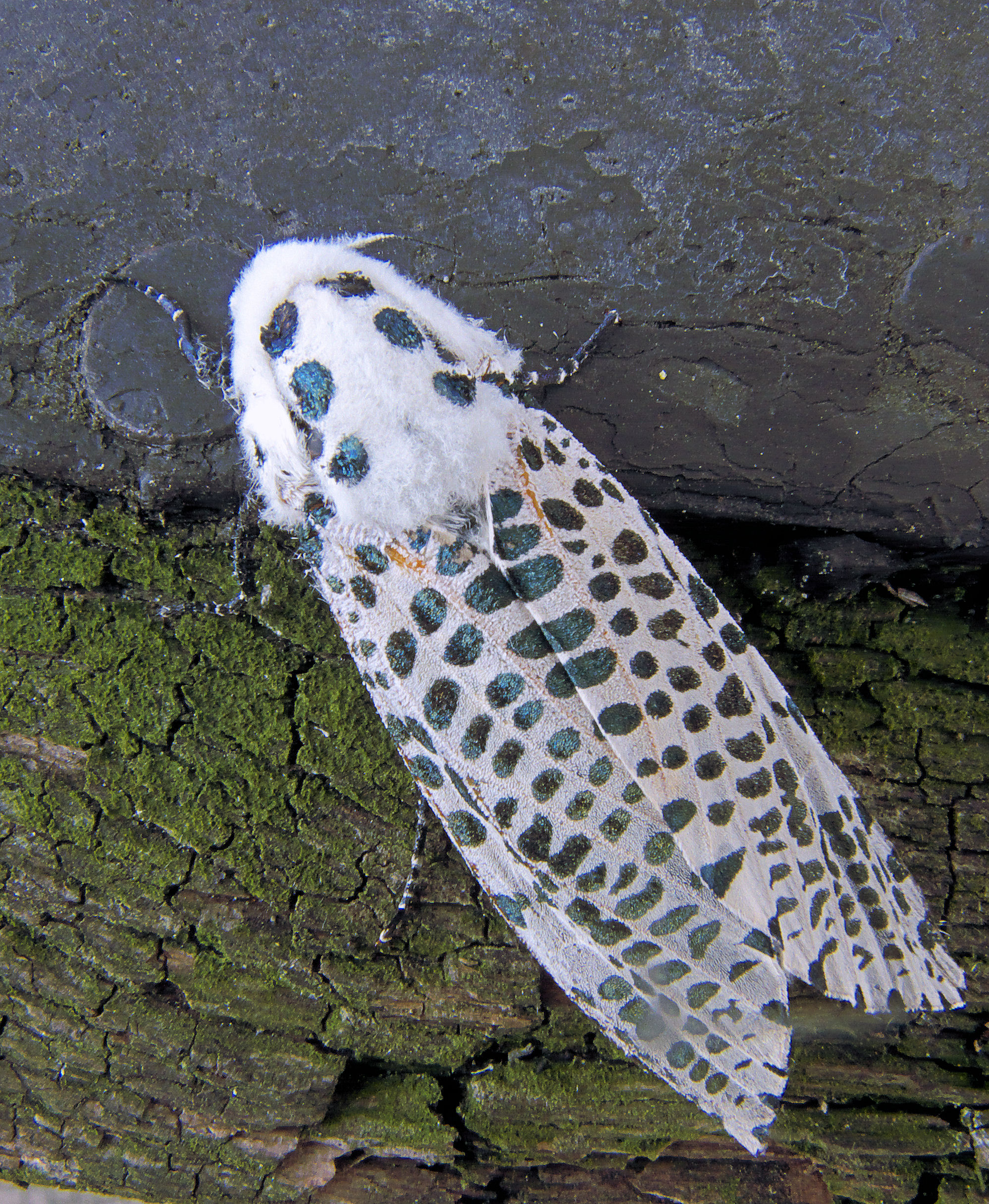
Vrouwtje
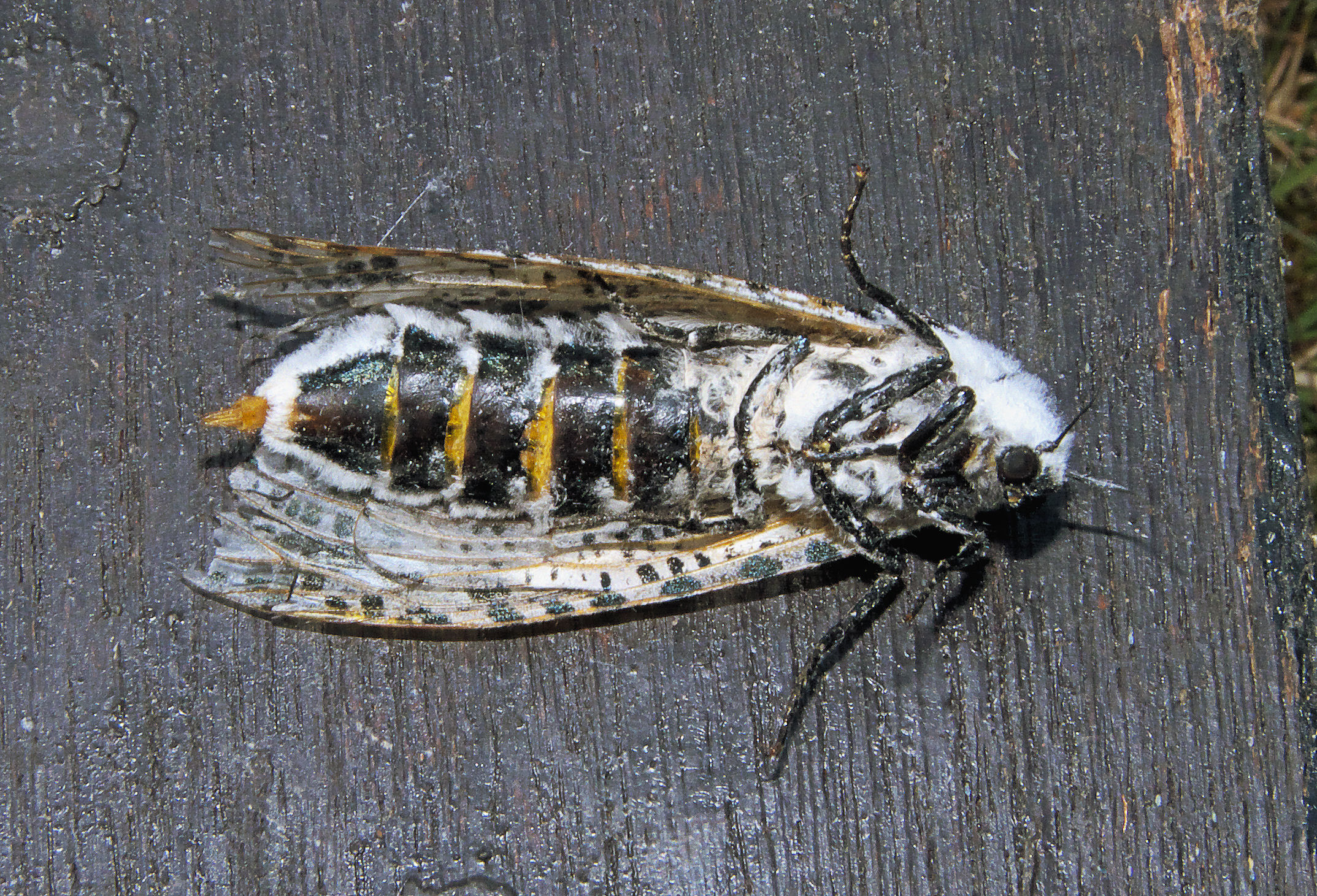
Vrouwtje
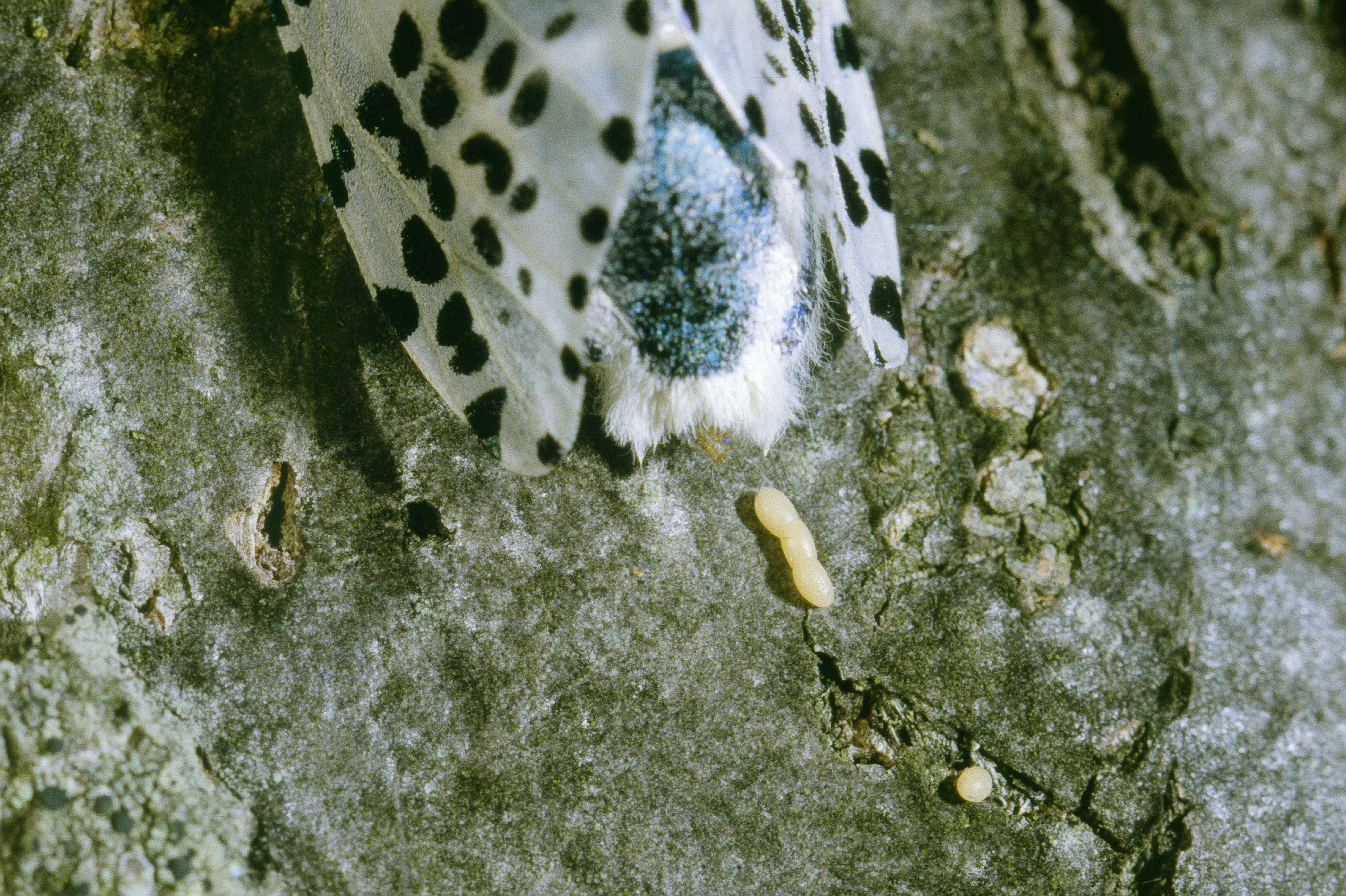
Eitjes leggend vrouwtje
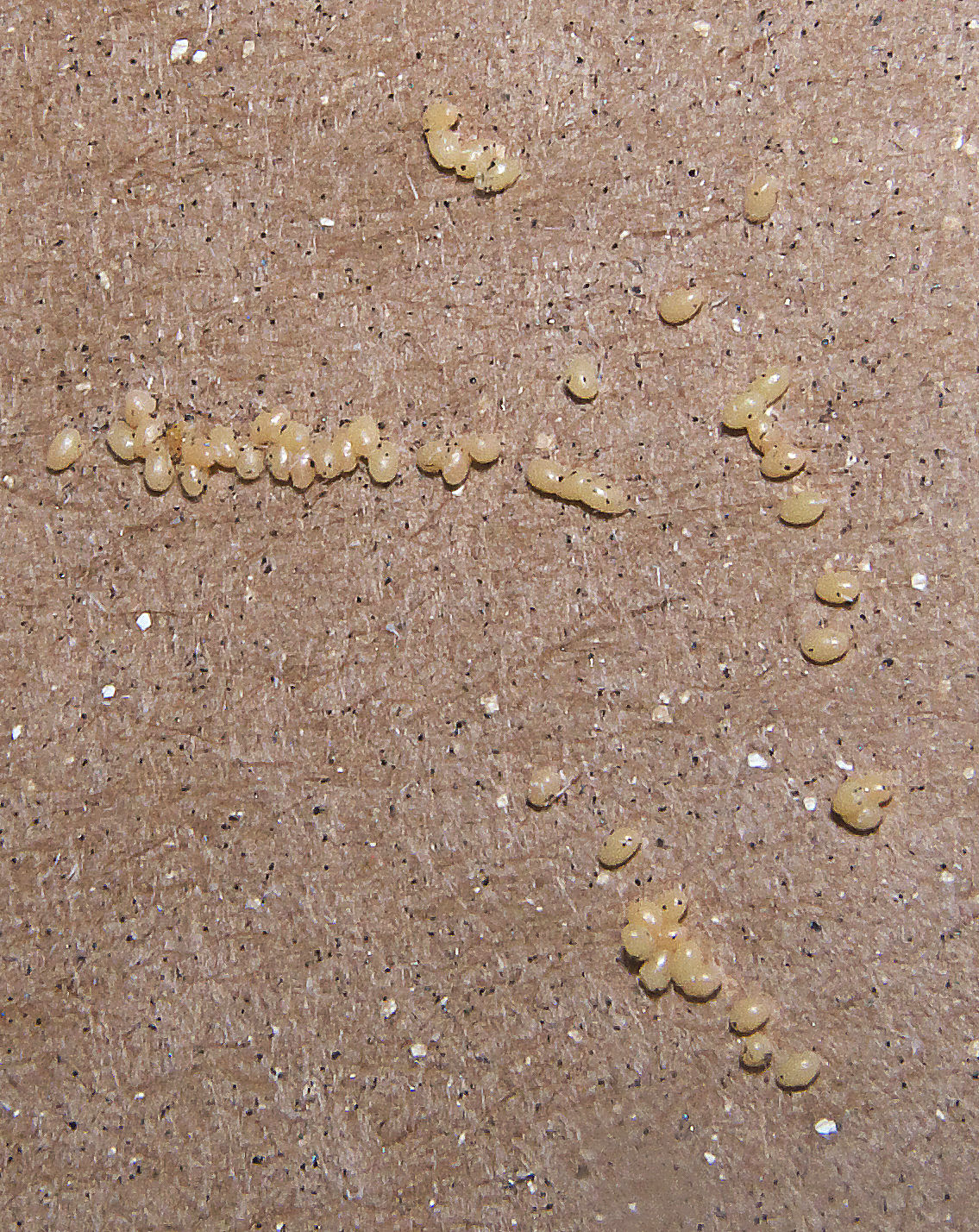
Eitjes
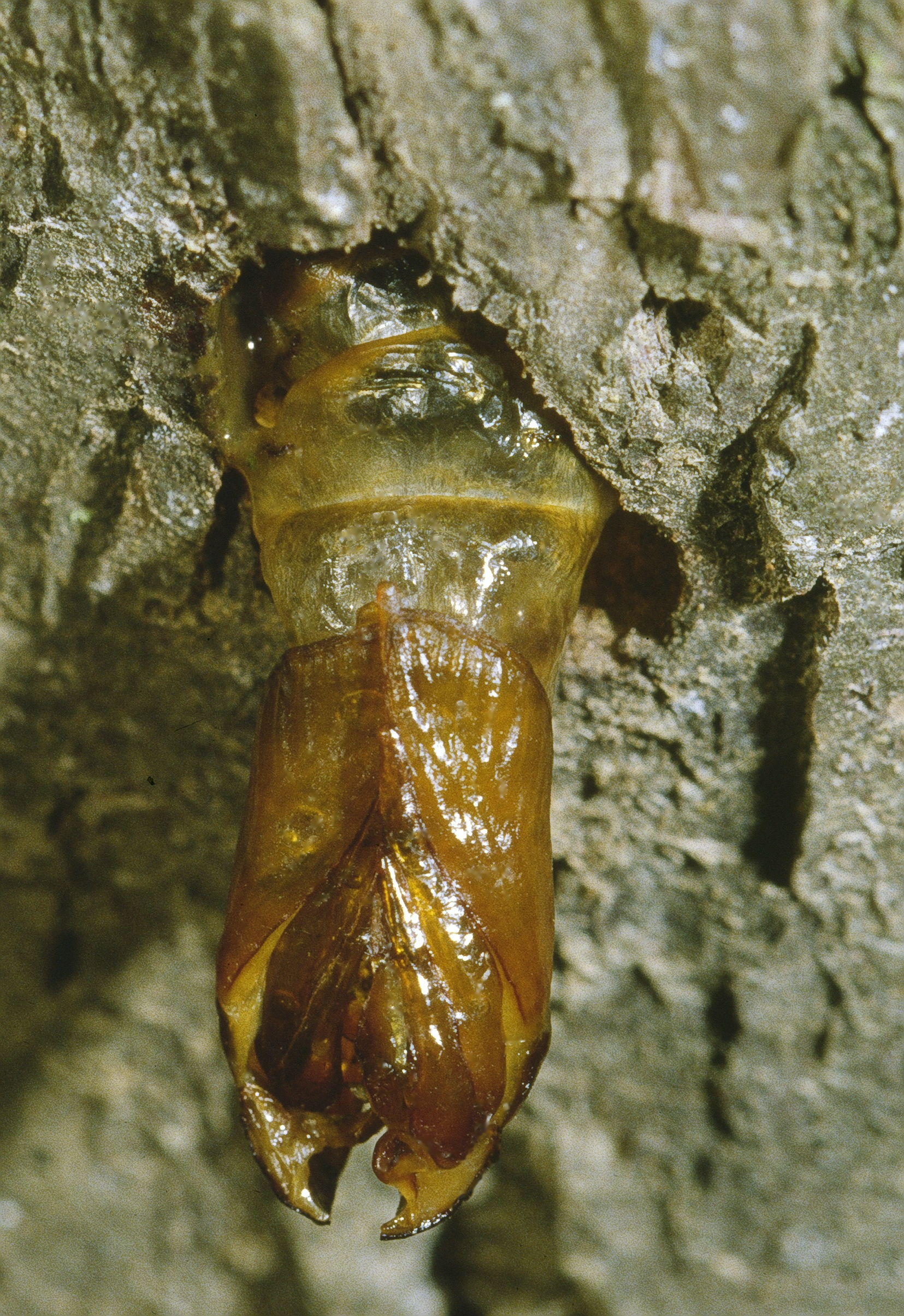
Popresten